# 李埠镇
李埠镇，是中华人民共和国湖北省荆州市荆州区下辖的一个乡镇级行政单位。

## 行政区划
李埠镇下辖以下地区：
龙洲村、沿江村、天鹅村、新垸村、杨井村、金双村、东岳庙村、万城村、网新村、谢古村、李埠村和白荷村。